# Rorippa madagascariense
Rorippa madagascariense är en korsblommig växtart som först beskrevs av Dc., och fick sitt nu gällande namn av Hiroshi Hara. Rorippa madagascariense ingår i släktet fränen, och familjen korsblommiga växter. Inga underarter finns listade i Catalogue of Life.